# Bonner Islamstudien
Die Bonner Islamstudien (BIS) sind eine seit 2003 erscheinende islamwissenschaftliche Buchreihe (ISSN 2191-4222). Es ist die Nachfolgereihe der früheren Bonner Orientalistischen Studien. Die Reihe wird von Stephan Conermann (Universität Bonn) herausgegeben, der auch viele Bände zur Reihe beisteuerte. Sie erscheint im EB-VERLAG Dr. Brandt.
Die Bände der Reihe erscheinen von nur wenigen Ausnahmen abgesehen in deutscher Sprache.

## Übersicht
- Band 1: Interrogation, Polarité et Argumentation. Mohammed Nekroumi: Vers une Théorie Structurale et Énonciative de la Modalité en Arabe Classique
- Band 2: Zwischen Netzwerk und Diskurs. Bekim Agai: Das Bildungsnetzwerk um Fethullah Gülen (geb. 1938): Die flexible Umsetzung modernen islamischen Gedankengutes
- Band 3: Mustafa al-Bakri. Ralf Elger: Zur Selbstdarstellung eines syrischen Gelehrten, Sufis und Dichters des 18. Jahrhunderts
- Band 4: Islamwissenschaft als Kulturwissenschaft I. Stephan Conermann, Syrinx von Hees (Hg.): Historische Anthropologie. Ansätze und Möglichkeiten
- Band 5: Strategien der Kontingenzbewältigung. Nader Purnaqcheband: Der Mogulherrscher Humayun (r. 1530–1556) dargestellt in der „Taẕkirat al-Wāqʿiāt“ seines Leibdieners Jauhar Āftābčī[2] (einschließlich einer kommentierten Übersetzung)
- Band 6: Evliya Celebi auf der Krim. Caspar Hillebrand, Stephan Conermann: Ein Reisebericht aus den Jahren 1665 und 1666
- Band 7: Modern Controversies in Quranic Studies. Mohammed Nekroumi, Jan Meise (Hg.)
- Band 8: Die Sibaniden. Stephan Conermann: Forschungsstand und Aufgaben für die Zukunft
- Band 9: Die deutsche Persienpolitik und die russisch-britische Rivalität 1906 bis 1914. Piotr Szlanta
- Band 10: Die Türkische Außen- und Sicherheitspolitik nach dem Ende des Ost-West Konflikts 1990/2001. Mehmed Öcal
- Band 11: Bonner Islamwissenschaftler stellen sich vor. Stephan Conermann, Marie-Christine Heinze (Hg.):
- Band 12: Akbar und Gahangir. Heike Franke: Untersuchungen zur politischen und religiösen Legitimation in Text und Bild
- Band 13: Das sogenannte Game o l-I-Hesab des Emad as-Sarawi. Nejat Göyünc. Ein Leitfaden des staatlichen Rechnungswesen von ca. 1340. Diss. phil. Göttingen 1962 (Reprint)
- Band 14: Otfried Weintritt: Arabische Geschichtsschreibung in den arabischen Provinzen des Osmanischen Reiches (16.–18. Jahrhundert)
- Band 15: Au croisement des cultures de droit occidentale et musulmane. Raja Sakrani: Le pluralisme juridique dans le code tunisien des obligations et des contrats
- Band 16: Mustafa Kamil (1874–1908) – Politiker, Journalist und Redner, im Dienste Ägyptens. Tonia Schüller
- Band 17: Das Alevitentum in seinen divergierenden Verhältnisbestimmungen zum Islam. Andreas Gorzewski
- Band 18: Zabān-i Zanān – Die Stimme der Frauen. Leben und Werk von Ṣadīqa Daulatābādī (1882–1961). Jasmin Khosravie
- Band 19: Orientalische Reisende in Europa. Bekim Agai, Zita Ágota Pataki (Hg.). Europäische Reisende im Nahen Osten: Bilder vom Selbst und Imaginationen des Anderen
- Band 20: Der Bosporus zu Besuch am Rhein. Bekim Agai (Hg.). Eine Reise durch die zeitgenössische türkische Kultur
- Band 21: Wandel vom Unsicherheitsfaktor zum Stabilitätsfaktor? Asiye Öztürk: Der Wandel der türkischen Regionalpolitik im „Greater Middle East“ unter besonderer Berücksichtigung der Phase nach dem 11. September 2001
- Band 22: Ritual and Leadership in the Subud Brotherhood and the Tariqa Qadiriyya wa Naqshbandiyya[3]. Asfa Widiyanto
- Band 23: Normative Grundstrukturen der Theologie des sunnitischen Islam im 12./18. Jahrhundert. Jens Bakker
- Band 24: Al-Kawkab al-mušriq fīmā yaḥtāǧ ilayhi al-muwaṯṯiq li-ʿālim aš-šurūṭ. Muḥammad b. ʿAbd al-Munʿim al-Ḥasanī al-Ǧarawānī aš-Šāfiʿī. Herausgegeben und kommentiert von Souad Saghbini
- Band 25: Ways to Heaven, Gates to Hell. Marlene Kurz. Fażlīzāde ʿAlī’s Struggle with the Diversity of Ottoman Islam
- Band 26: Islamische Verantwortungsethik im 17. Jahrhundert. Florian Zemmin. Ein weberianisches Verständnis der Handlungsvorstellungen Kātib Čelebis (1609–1657)
- Band 27: Zur Attributenlehre der Wahhābīya unter besonderer Berücksichtigung der Schriften Ibn ʿUṯai. Mohammad Gharaibeh
- Band 28: Zwischen Kriegen und Globalisierung. Awat Yakub Othman. Der Status der Frau im Nordirak (Südkurdistan)
- Band 29: Die Entwicklung zivilgesellschaftlicher Strukturen in der Türkei (2002–2010). Gül Sen. Die Transformation des politischen Systems von einer Elitendemokratie hin zu einer partizipativen Demokratie
- Band 30: Deutsch-türkische Begegnungen – Alman Türk Tesadüfleri. Hedda Reindl-Kiel, Seyfi Kenan (Hg.). Festschrift für Kemal Beydilli Kemal Beydilli’ye Armağan
- Band 31: Das hāšimitische Herrschaftssystem unter König ʿAbdallāh II. Jonas Teichgreeber
- Band 32: Lebensgesetz und Vergemeinschaftungsform. Dominik Schlosser. Muḥammad Asad (1900–1992) und sein Islamverständnis
- Band 33: Muslime im Zwischenkriegseuropa und die Dekonstruktion der Faszination vom Westen. Mehdi Sajid. Eine kritische Auseinandersetzung mit Šakīb ʾArslāns Artikeln in der ägyptischen Zeitschrift al-Fatḥ (1926–1935)
- Band 34: Elena Smolarz: Institutionsbildung im Islam unter russisch-imperialem Einfluss am Beispiel der Orenburger Geistlichen Versammlung des Mohammedanischen Gesetzes 1788–1860
- Band 35: Briefe 1831–1888. Johann G. Gildemeister; Michaela Hoffmann-Ruf (Hg.)
- Band 36: A life with the Prophet?: examining Hadith, Sira and Qurʼan. Albrecht Fuess, Stefan Weninger (eds.)
- Band 37: Das Faḍāʾilgenre im islamisch-arabischen Schrifttum vom späten Mittelalter bis zum 18. Jahrhundert. Bestandsaufnahmen der physischen und der menschlichen/sozialen Natur / Otfried Weintritt
- Band 38: Das ganze Leben als Ǧihād. Carsten Polanz. Yūsuf al-Qaraḍāwī und der multidimensionale Einsatz auf dem Wege Allahs
- Band 39: Science in the city of fortune: the Dustūr al-munajjimīn and its world / Eva Orthmann & Petra G. Schmidl (eds.)
- Band 40: Mit Schwert und Feder: Freundschaft, Schicksal und Selbstbehauptung im Werk des Literarbürokraten Murtaḍā al-Kurdī. Adrian Klein
- Band 41: Sufi reform in eighteenth Century India: Khwaja Mir Dard of Delhi (1721–1785). Soraya Khodamoradi
- Band 42: An „engineer of social transformation“? Asghar Ali engineer’s (1939–2013) writings on liberation theology: between social revolution and communal harmony. Fabian Falter
- Band 44: Notizen von einer Reise durch Serbien, Anatolien und Transkaukasien in den Jahren 1843 und 1844. Herausgegeben und kommentiert von Agnes Stache-Weiske und Frank Meier-Barthel. Rosen Georg